# Heliconia luciae
Heliconia luciae é uma espécie de planta do gênero Heliconia , da família Heliconiaceae.  

## Taxonomia
A espécie foi descrita em 1993 por Humberto de Souza Barreiros.  A espécie foi identificada a partir de espécime do herbário do Museu Paraense Emílio Goeldi e o epíteto específico (luciae) foi dado em homenagem à esposa de Humberto, chamada Lúcia. 